# Гурина (Верх-Иньвенское сельское поселение)
Гурина — деревня в Кудымкарском районе Пермского края. Входила в состав Верх-Иньвенского сельского поселения. Располагается западнее от города Кудымкара. Расстояние до районного центра составляет 20 км. По данным Всероссийской переписи населения 2010 года, в деревне проживало 34 человека (16 мужчин и 18 женщин).

## История
По данным на 1 июля 1963 года, в деревне проживало 188 человек. Населённый пункт входил в состав Верх-Иньвенского сельсовета.